# Albogue

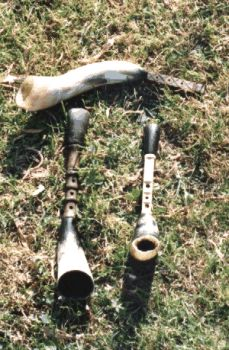
Albogues

El albogue es un instrumento perteneciente a la familia de los instrumentos aerófonos. Es un instrumento de viento que consta de un tubo de madera en cuyos extremos se encuentran 2 piezas de cuerno, una de ellas más grande que la otra, la de mayor tamaño sirve para amplificar el sonido y la pequeña sirve para poner en su interior una caña a la cual se le ha practicado una incisión para convertirla en el órgano de sonido como lengüeta simple. En el tubo de madera se practican varios agujeros, lo habitual en el albogue son tres agujeros en la parte superior y uno en la parte inferior.
La palabra albogue parece derivar del árabe "al-BUQ" (البوق) (literalmente, "la trompeta" o "el cuerno").Este tipo de instrumento se encuentra en varias culturas, algunos estudiosos indican que podría tener orígenes asiáticos aunque debe ser un instrumento que apareció en varios sitios a la vez. Es un instrumento utilizado por los pastores y juglares.
En España existen diversos tipos de albogues, todos ellos documentados y tomando diferentes nombres según el lugar del que proceden. En el País Vasco se llama alboka vasca y es una derivación del albogue, pues este tiene dos tubos, uno de ellos con cinco agujeros y el otro con tres agujeros y abarcan una escala de La a Fa sostenido. Existen albogues en Navarra, Castilla ( en Madrid recibe el nombre de gaita serrana) y Andalucía (en Cádiz se llama gastoreña). Hay noticias acerca de su uso en otros países como Marruecos, Grecia, India, Gran Bretaña (el pibgorn galés o escocés), Rusia, Finlandia e incluso algunas regiones de América del Sur. Algunos albogues tienen un asa debajo de la caña para poder sujetar mejor el instrumento; ejemplos de ello se pueden ver en la Colegiata de Toro (en un instrumento de un solo tubo) y en las Cantigas de Santa María (con una pieza de dos cañas). En el País Vasco todavía se utiliza ese asa o yugo, denominado uztarri, dándose la circunstancia de que se ha convertido además en la seña de identidad de los fabricantes, ya que cada uno utiliza un dibujo y unos adornos distintos para diferenciarse de los demás.